# Умидий Теревентин
Умидий Теревентин (на латински: Ummidius Tereventinus) e политик и сенатор на Римската империя през 3 век.
През 226 – 227 г. той е управител на провинция Долна Мизия.